# Challenger de Burdeos 2025
El torneo BNP Paribas Primrose Bordeaux 2025 fue un torneo de tenis perteneció al ATP Challenger Tour 2025 en la categoría Challenger 175. Se trató de la 16ª edición; el torneo tuvo lugar en la ciudad de Burdeos (Francia), desde el 13 hasta el 18 de mayo de 2024 sobre pista de tierra batida al aire libre.

## Jugadores participantes del cuadro de individuales
| Preclasificado | País                            | Jugador                    | Rank1 | Posición en el torneo |
| 1              | Bandera de Estados Unidos       | Brandon Nakashima          | 29    | Cuartos de final      |
| 2              | Bandera de Argentina            | Sebastián Báez             | 33    | Segunda ronda         |
| 3              | Bandera de los Países Bajos     | Tallon Griekspoor          | 35    | Semifinal             |
| 4              | Bandera de Francia              | Giovanni Mpetshi Perricard | 36    | CAMPEÓN               |
| 5              | Bandera de Francia              | Quentin Halys              | 52    | Segunda ronda         |
| 6              | Bandera de Bosnia y Herzegovina | Damir Džumhur              | 69    | Segunda ronda         |
| 7              | Bandera de Francia              | Hugo Gaston                | 78    | Segunda ronda         |
| 8              | Bandera de Estados Unidos       | Aleksandar Kovacevic       | 80    | Primera ronda         |

- 1 Se ha tomado en cuenta el ranking del 5 de mayo de 2025.

### Otros participantes
Los siguientes jugadores recibieron una invitación (wild card), por lo tanto ingresan directamente al cuadro principal (WC):
- Térence Atmane
- Mathias Bourgue
- Stan Wawrinka

Los siguientes jugadores recibieron entrada al cuadro principal de individuales como suplentes:
- Nikoloz Basilashvili
- Hugo Grenier
- Benjamín Hassan
- Mijaíl Kukushkin
- Sumit Nagal

Los siguientes jugadores ingresan al cuadro principal tras disputar el cuadro clasificatorio (Q):
- Pierre Delage
- Moise Kouame
- Louis Dussin

Los siguientes jugadores recibieron entrada del sorteo de clasificación:
- Grégoire Barrère
- Calvin Hemery
- Albert Ramos Viñolas
- Bernabé Zapata Miralles

## Campeones

### Individual Masculino
- Giovanni Mpetshi Perricard derrotó en la final a  Nikoloz Basilashvili por 6-3, (5)6-7, 7-5

### Dobles Masculino
- Francisco Cabral /   Lucas Miedler derrotaron en la final a  Yuki Bhambri /  Robert Galloway por 7-6(1), 7–6(2)